# Soul Side Story
Soul Side Story – ósmy (drugi koncertowy) album polskiej grupy punkrockowej Armia wydany w roku 2000. Składa się z dwóch płyt. Materiał na płytę nagrano 27 kwietnia 2000 roku podczas koncertu w poznańskim klubie Eskulap, 30 kwietnia 2000 podczas koncertu w katowickim klubie Megaklub i 1 maja 2000 podczas koncertu w krakowskim klubie 38.
Członkowie zespołu uważali, że poprzedni album koncertowy, Exodus, nie był dość dobrze wyprodukowany. Od czasu jego wydania stylistyka zespołu zmieniła się, w związku z tym nowa płyta koncertowa miała zawierać jak najmniej utworów wspólnych. Wśród nich znalazło się dziesięć piosenek wybranych w plebiscycie przeprowadzonym wśród słuchaczy.

## Lista utworów
źródło:.
CD 1
1. „Nie dotykając ziemi” – 0:51 reedycja Triodante
2. „Wyludniacz” – 4:43 Triodante
3. „Pięknoręki” – 5:23 Duch (utwór niewymieniony na okładce)
4. „Moja stodoła” – 1:23 (z repertuaru Ewy Demarczyk)
5. „Bracia bum” – 3:56 Duch
6. „Radio NRD” – 4:25 Droga
7. „YYZ” – 0:32 reedycja Armia (z repertuaru Rush)
8. „Miejsce pod słońcem” – 4:55 Triodante
9. „Bóg jest miłością” – 4:33 Duch
10. „Opowieść zimowa” – 8:35 Legenda
11. „Pieśnią moją jest Pan” – 7:08 Duch
12. „Aguirre” – 3:18 reedycja Armia
13. „Adwent” – 5:10 Droga
14. „Pieśń przygodna” – 4:35 Triodante

CD 2
1. „Buraki, kapusta i sól” – 5:12 Droga
2. „Jeżeli nam” – 2:39 reedycja Armia
3. „Trzy bajki” – 4:31 Legenda
4. „Niezwyciężony” – 3:46 Legenda
5. „Dom przy moście” – 5:09 Droga
6. „W krainie smoków” – 5:17 Droga
7. „A New Level” – 0:42 (z repertuaru Pantery)
8. „Sheena Is a Punk Rocker” – 2:47 reedycja Armia (z repertuaru Ramones)
9. „Niewidzialna armia I” – 5:43 Armia
10. „Najduchy i ćmy” – 4:32 Droga
11. „On jest tu, On żyje” – 6:37 Duch
12. „Jezus Chrystus jest Panem” – 5:10 Droga
13. „Łapacze wiatru” – 3:44 Duch
14. „Podróż na Wschód” – 3:59 Legenda
15. „Soul side story” – 5:10 Duch

## Autorzy
źródło:.
- Tomasz Budzyński (Budzy) – wokal, gitara akustyczna
- Dariusz Popowicz (Popkorn) – gitary
- Paweł Klimczak – gitary
- Beata Polak (Rozencwajgowa) – perkusja
- Krzysztof Kmiecik (dr Kmieta) – gitara basowa
- Krzysztof Banasik (Banan Czarny Sygnalista) – waltornia, instrumenty klawiszowe
- Alina Wawrzynek – skrzypce

## Okładka
Okładka zawiera obraz Tomasza Budzyńskiego.